# 제로페이
제로페이(영어: ZeroPay)란 대한민국 정부에서 소상공인 결제 수수료를 거의 줄이기 위해 금융 회사, 결제 회사와 공동으로 시행하는 QR코드에 기반한 모바일 간편 결제 서비스이다.

## 사용방법

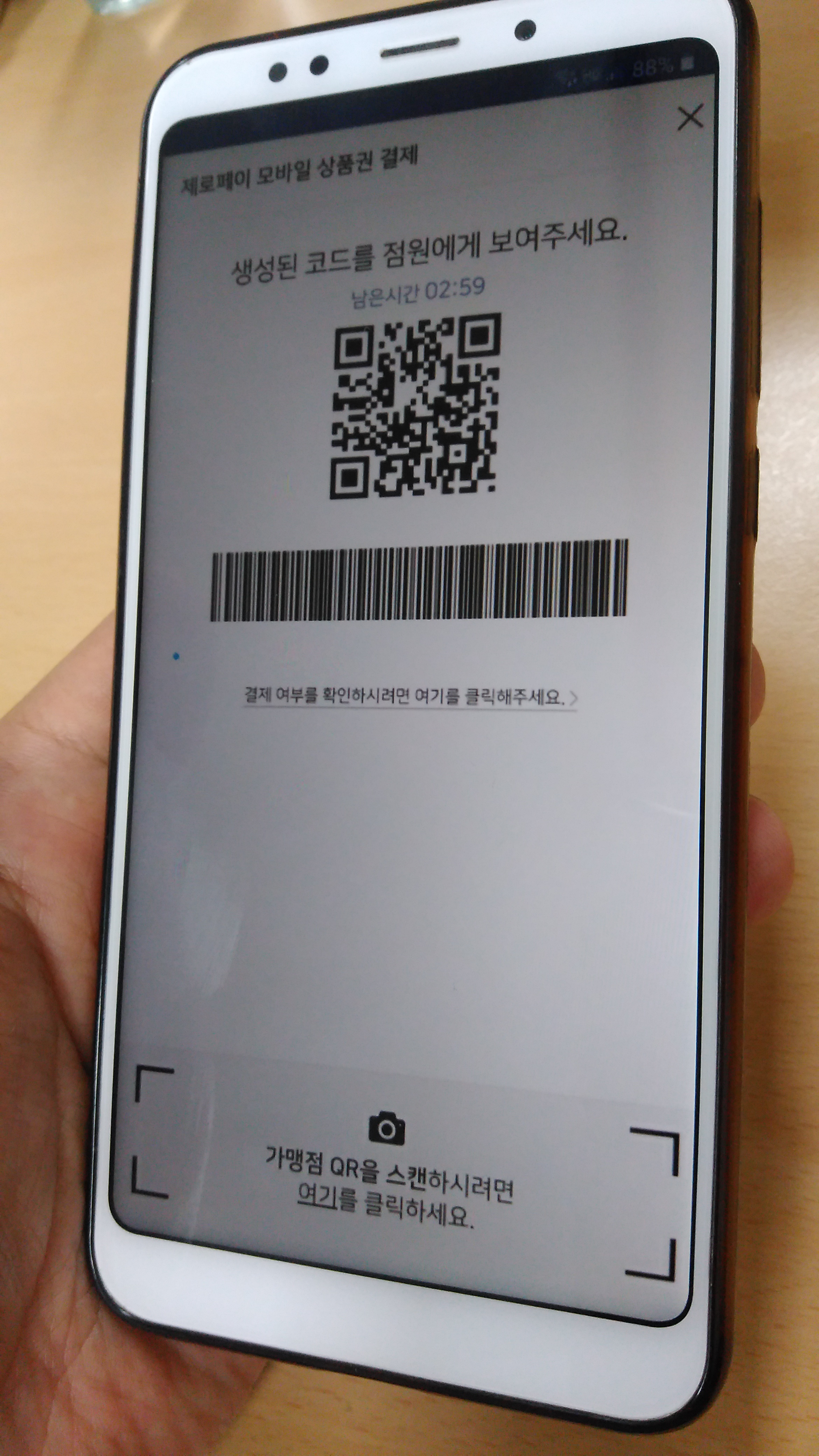
제로 페이 결제 화면

- 거래 발생시, 제로페이가 사용 가능한 애플리케이션(네이버 페이, 페이코, 머니트리, 뱅크페이, 금융회사용 결제 애플리케이션)을 설치한 뒤, 제로페이 가맹점에서, 설치했던 스마트폰 어플리케이션을 켠다. QR결제 기능을 선택하고 QR스캐너를 이용해 가맹점에 비치되어 있는 QR코드를 스캔한다. 계좌이체 방식으로 결제가 진행된다.

- 거래 발생시, 제로페이 사용 가능 애플리케이션을 켠 뒤, QR결제란에서 QR코드 생성을 선택한다. 판매자에게 QR코드를 제시한 뒤 가맹점의 포스기로 QR코드를 찍어서 결제를 진행한다. 계좌이체 방식으로 결제가 진행된다. (이 방식은 일부 가맹점만 적용, 점차 확대 예정)
- 애플리케이션 내에서 결제금액을 입력하고 결제를 진행한다. 결제 완료후 가맹점에 실질적으로 금액이 들어오는 것은 이틀 후 정도이다.

## 특징
- 사용자에겐 소득공제 30%의 혜택을 준다. (총 급여의 25%이상 사용분부터 공제)
- 소상공인 가맹점 수수료 연매출액 8억원 이하 : 0%, 8억~12억원 : 0.3% 12억 초과 : 0.5%, 일반 가맹점 : 1.2%
- 현재 공공시설 이용료 할인, 등 다양한 프로모션을 진행하고 있다.

## 참여 회사
- 관공서
  - 중소벤처기업부
- 지방자치단체
  - 서울특별시
  - 인천광역시
  - 부산광역시
  - 전라남도
  - 경상남도

- 금융 회사
  - 한국산업은행, NH농협은행, SC제일은행, 하나은행, 광주은행, 제주은행, 전북은행, 우정사업본부, 신협 : BANKPAY (뱅크페이)
  - 신한은행 : 신한 SOL (SOL페이)
  - 우리은행 : 우리은행 원터치개인 (우리제로페이)
  - 중소기업은행 : 중소기업은행 i-ONE뱅크 (뱅크페이)
  - 국민은행 : Liiv (리브뱅크페이)
  - 수협은행 : 수협파트너뱅크 개인 (제로페이)
  - iM뱅크 : iM뱅크 (iM제로페이)
  - 부산은행 : 썸뱅크 (제로페이)
  - 경남은행 : 경남은행 투유뱅크개인 (제로페이)
  - 케이뱅크 : 케이뱅크 (케이뱅크 페이)

- 핀테크 회사
  - 네이버 : 네이버페이 (네이버페이 QR결제)
  - 페이코 : 페이코 (제로페이)
  - 하나금융그룹 : 하나멤버스 (제로페이)
  - 머니트리 : 머니트리 (제로페이)